# Mastaba K2
Mastaba K2 ist die Bezeichnung für einen altägyptischen Graboberbau nahe der heutigen Ortschaft Beit Khallaf in Ägypten. Sie ist die zweitgrößte Mastaba in diesem Gebiet und Teil einer königlichen Nekropole, deren Name heute nicht mehr überliefert ist.

## Lage
Mastaba K2 befindet sich etwa 13 km westlich der Stadt Girga und etwa 20 km südlich von Abydos. In unmittelbarer Nähe, am Nilufer gelegen, befindet sich die heutige Kleinstadt Beit Khallaf. Nach ihr erhielt die Mastaba die Bezeichnung Mastaba Khallaf 2, kurz K2, insgesamt befinden sich sechs Mastabas (K1 – K6) nahe Beit Khallaf. Gegenüber, auf der anderen Nilseite, liegen die Ortschaften Naga-ed-Deir und Mashaikh.

## Architektur
Mastaba K2 maß ursprünglich 64,9 × 23,6 Meter und war aus Lehmziegeln gebaut. Wie hoch der ursprüngliche Graboberbau war, kann aufgrund des heute ruinösen Zustandes nicht mehr rückerschlossen werden. Interessanterweise führen zwei Treppen in zwei voneinander unabhängige Kammersysteme. Die erste, nördliche Treppe führt steil in einem 51°-Winkel hinab in ein Kammersystem, das etwa 11,5 m unter Bodenniveau liegt. Die zweite Treppe führt in einem deutlich flacheren Winkel von 41° in eine Tiefe von ebenfalls 11,5 m. Die Anwesenheit von zwei unterschiedlich langen und steilen Treppen lässt auf mehrere Bau- und Erweiterungsphasen schließen. Beide Kammersysteme sind nicht miteinander verbunden. Die Hauptgrabkammer enthielt Überreste eines hölzernen Sarges mit den Knochen eines für das Alte Reich ungewöhnlich großen Mannes von ca. 1,89 m. Daneben wurden zahlreiche Tonsiegel gefunden, von denen vier den Horusnamen von König (Pharao) Sanacht aufweisen.

## Zuweisung
Trotz der Tonsiegel bleibt eine Zuweisung des Grabes an historische Personen schwierig. Eine Zeit lang wurde Mastaba K2 als Sanachts Grab in Erwägung gezogen, heute wird sie als Bestattungsort eines hohen Beamten oder Prinzen angesehen. Die Knochenreste, die auf einen sehr großen Mann von etwa 1,90 m Körperlänge hinweisen, erinnern an eine Anekdote des Historikers Manetho, der einen König namens Sesôchris als „drei Ellen hoch und fünf Spannen breit“ beschreibt. Wolfgang Helck weist Sanacht hingegen eine nicht fertiggestellte Anlage westlich der Djoser-Pyramide zu.